# Заводоуковск
Заводоуко́вск — город в России, административный центр Заводоуковского района как административно-территориальной единицы и Заводоуковского городского округа как муниципального образования Тюменской области.
Известен с 1729 года как деревня Уковская. В 1960 году получил статус города.
Население — 27 100 чел. (2021). Площадь города — 2096 га.

## История

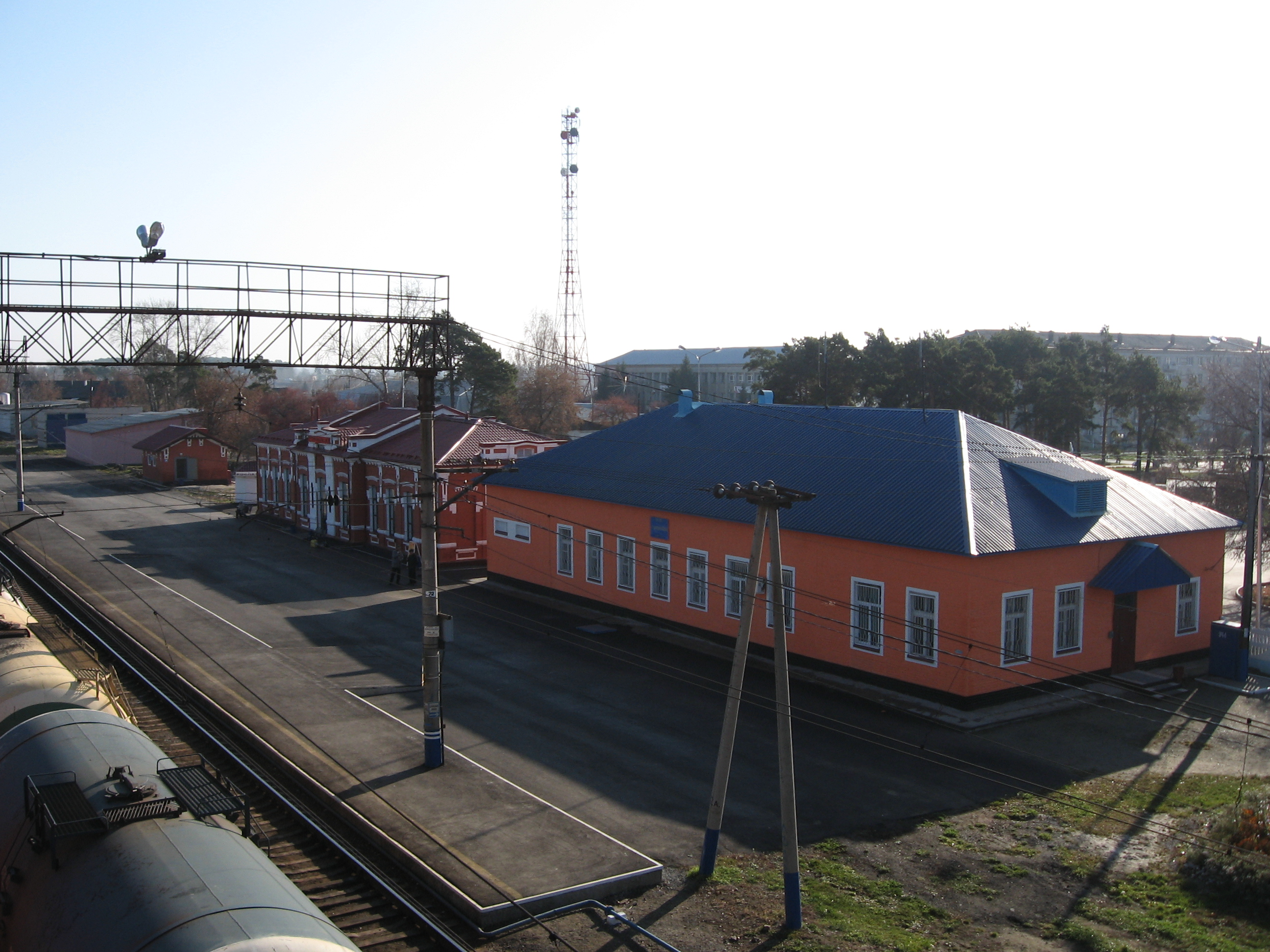
Железнодорожная станция Заводоуковская

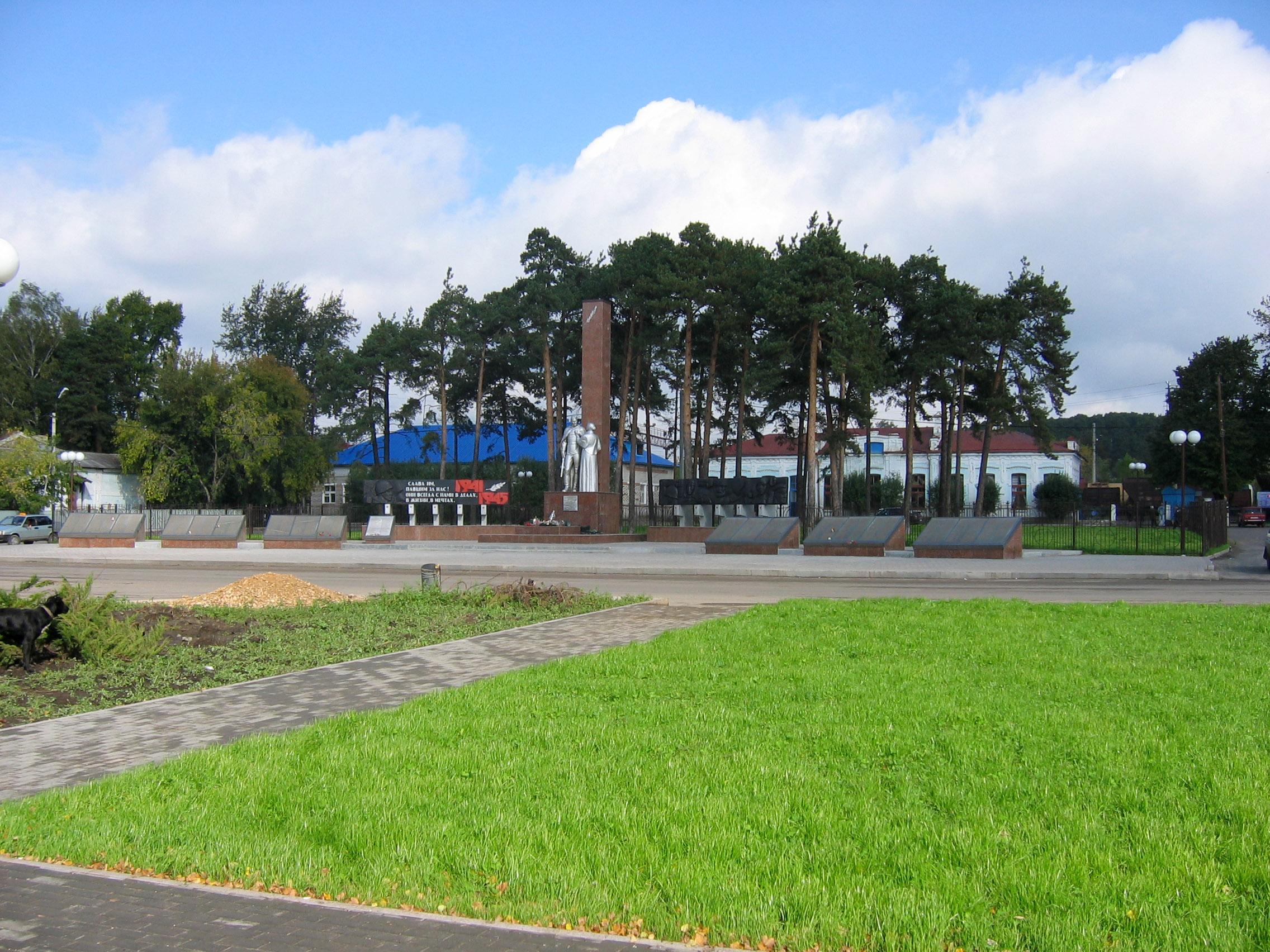
Памятник погибшим в Великой Отечественной войне

Известен как деревня Уковская с 1729 года. В 1729 году в деревне имелось 8 дворов, в 1749 году — уже 25 дворов. В 1740—1744 годах верхотурскими купцами Максимом Походяшиным и Алексеем Власьевским был основан Уковский винокуренный завод. В  1756 году винокурение было объявлено дворянской монополией. Винным откупщиком по всей Сибири стал граф Пётр Иванович Шувалов. В 1770 году был проездом Пётр Симон Палас.
В конце XVIII — начале XIX веков винокуренные заводы перешли в казённое ведомство. В конце концов, Уковский винокуренный завод прекратил своё существование, и только в 1860-е годы XIX века производство алкоголя в более прогрессивном промышленном масштабе возродил знаменитый сибирский предприниматель польского происхождения Альфонс Фомич Поклевский-Козелл .
В 1787 году деревня стала волостным селом Заводоуковским, в селе на тот момент имелось 180 домов, проживало 980 мужчин и 988 женщин.
Название села можно расшифровать как «завод на Уке», и связано оно с расположенным в селе винокуренным заводом. Другая версия связана с распространённой в Сибири в XVIII—XIX веках традицией основания специальных поселений — «заводов», предназначенных для отдыха направляемых в ссылку каторжан.
В 1844 году было основано Заводоуковское торгово-промышленное предприятие «Товарищество братьев Колмаковых». При нём имелись мукомольное, салотопенное, пряничное, крахмально-паточное производства
В начале XX века строится железная дорога Тюмень — Омск. Первый рабочий поезд на станцию Заводоуковскую пришёл 9 мая 1910 года, а регулярное движение по северной ветке Транссиба началось в конце 1913 года. Вместе с железной дорогой построены здание вокзала, водонапорная башня, казармы для рабочих.
Советская власть в Заводоуковской волости была установлена в январе 1918 года. Первым председателем совдепа стал Георгий Фёдорович Смирнов, в годы Гражданской войны возглавивший один из первых красногвардейских отрядов в крае. Четыре раза власть переходила  из рук в руки. Особенно ожесточённые бои проходили в августе — ноябре 1919 года. В них отличился 253-й стрелковый полк Красных орлов 29-й стрелковой дивизии Рабоче-крестьянской Красной Армии.
В 1921 году во время Западно-Сибирского восстания погиб руководитель партячейки Николай Тимофеевич Хахин, его сын  Александр, руководивший комячейкой, и многие сочувствующие советской власти.
В 1929 году был создан Заводоуковский лестранхоз, введён в эксплуатацию Заводоуковский элеватор Всесоюзного общества «Союзхлеб». В 1930 году основан Новозаимский зерносовхоз (в 1960 году был преобразован в ОПХ НИИСХ Северного Зауралья). 13 ноября 1939 года получил статус рабочего посёлка в составе Ялуторовского района.
В годы Великой Отечественной войны Заводоуковск дал приют тысячам эвакуированных. Среди них были фронтовики, проходящие лечение в эвакогоспитале № 3519, развёрнутом в 1941 — 1944 годах на базе туберкулёзного санатория. Тогда же в Заводоуковск была эвакуирована юная поэтесса Юлия Друнина.
В Заводоуковск было эвакуировано ОКБ-1 Воронежского авиационного завода (КБ А. С. Москалёва), разработавшее здесь первый советский реактивный самолёт БИ-1. Также в Заводоуковск была переведёна Московская спецшкола ВВС, в которой обучались будущие космонавты Владимир Михайлович Комаров и Лев Степанович Дёмин.
9 июля 1959 года Заводоуковск передан в Новозаимский район. 26 апреля 1960 года преобразован в город районного подчинения. В городскую черту были включены деревни Глазуново и Сокольники, Колмаковская Заимка и др. 28 апреля 1962 года город передан в Ялуторовский район. 14 января 1963 года передан в административное подчинение Ялуторовскому горсовету.
12 января 1965 года город становится центром образованного Заводоуковского района. В 1960-е годы в городе появляются первые асфальтированные улицы. В сентябре 1965 года строится здание администрации. С начала 1970-х годов на севере города начал расти новый микрорайон Мелиораторов.
23 марта 1992 года Заводоуковск отнесён к категории городов областного подчинения. В 1990-е годы в городе строятся предприятия по современным западным технологиям. В 1994 году открыт Заводоуковский мясокомбинат, построенный по испанской технологии. В том же году закончено строительство тепличного комплекса «Ритза». В 1998 году начал работу завод ЗАО «Термопласт».
В 2001 году Заводоуковск стал обладателем гранта в проекте «Стратегия развития малых городов», реализуемого рамках федеральной программы «Малые города России»

## Общая физико-географическая характеристика
Город Заводоуковск расположен на реке Ук (правый приток реки Тобол), чуть ниже впадения Бегилы, в лесостепной зоне Западной Сибири (на западной окраине Ишимской равнины). К северу и юго-западу от города находятся леса.
Город расположен в 100 км (по автодороге) к юго-востоку от областного центра — города Тюмень. Ближайший город Ялуторовск расположен в 28 км к северо-западу от Заводоуковска.
| С-З | Тюмень ~ 100 км Ялуторовск ~ 28 км |             | Тобольск ~ 280 км      | С-В |
| З   | Шадринск ~ 220 км                  | Роза ветров | Ишим ~ 210 км          | В   |
| Ю-З | Курган ~ 210 км                    |             | Петропавловск ~ 320 км | Ю-В |

Климат
Для города характерен континентальный климат умеренных широт со сравнительно продолжительной зимой, отличающейся частыми морозами, вьюгами и метелями (средняя температура января -18,6ºС) и короткое лето; безморозный период составляет в среднем всего 120 дней (в отдельные годы от 60 до 160 дней). Средняя температура июля +18,9ºС. Последние заморозки весной обычно тянутся до 20—30 мая, но могут продолжаться и до 7 июня (-1,1ºС). Средняя дата первого заморозка — 15–20 сентября, а самого раннего — 27 августа (- 0,8ºС). Продолжительность вегетационного периода составляет 160—165 дней. Среднегодовая сумма осадков — 390 мм. Зимой выпадает 11 % годового количества осадков, наибольшей высоты снежный покров достигает ко второй декаде марта (30—40 см), что не спасает почву от промерзания на глубину до 140 см.
| Показатель                     | Янв.  | Фев.  | Март  | Апр. | Май  | Июнь | Июль | Авг. | Сен. | Окт. | Нояб. | Дек.  | Год  |
| ------------------------------ | ----- | ----- | ----- | ---- | ---- | ---- | ---- | ---- | ---- | ---- | ----- | ----- | ---- |
| Средний суточный максимум, °C  | −14,3 | −12,2 | −3,6  | 7,7  | 16,5 | 21,9 | 23,9 | 20,4 | 14,7 | 4,6  | −5,1  | −10,9 | 5,3  |
| Средняя температура, °C        | −18,2 | −16,6 | −8,4  | 3,0  | 10,8 | 16,4 | 18,8 | 15,4 | 10,0 | 1,3  | −8,3  | −14,5 | 0,8  |
| Средний суточный минимум, °C   | −22   | −21   | −13,2 | −1,7 | 5,2  | 10,9 | 13,7 | 10,5 | 5,4  | −2   | −11,4 | −18,1 | −3,6 |
| Норма осадков, мм              | 22    | 15    | 15    | 24   | 36   | 59   | 80   | 57   | 44   | 36   | 30    | 24    | 442  |
| Источник: КЛИМАТ: Заводоуковск |       |       |       |      |      |      |      |      |      |      |       |       |      |

Часовой пояс
Заводоуковск, как и вся Тюменская область, находится в часовой зоне МСК+2. Смещение применяемого времени относительно UTC составляет +5:00.

## Население
| 1939    | 1959    | 1967    | 1970    | 1979    | 1989    | 1992    | 1996    | 1998    | 2000    |
| ------- | ------- | ------- | ------- | ------- | ------- | ------- | ------- | ------- | ------- |
| 6000    | ↗8700   | ↗15 000 | ↗17 461 | ↗21 450 | ↗25 827 | ↗26 400 | ↘26 300 | ↗26 800 | ↘26 700 |
| 2001    | 2002    | 2003    | 2005    | 2006    | 2007    | 2008    | 2009    | 2010    | 2011    |
| ↘26 600 | ↘25 674 | ↗25 700 | ↘25 200 | ↘25 000 | ↘24 900 | ↗25 100 | ↗25 163 | ↗25 647 | ↘25 600 |
| 2012    | 2013    | 2014    | 2015    | 2016    | 2017    | 2018    | 2019    | 2020    | 2021    |
| ↘25 340 | ↘25 316 | ↘25 278 | ↗25 408 | ↗25 728 | ↗26 006 | ↗26 048 | ↗26 195 | ↗26 542 | ↗27 100 |

На 1 января 2025 года по численности населения город находился на 524-м месте из 1124 городов Российской Федерации.

## Транспорт
Автомобильный
Автомобильные дороги федерального значения, проходящие через Заводоуковск:
- Р402 — автодорога «Тюмень — Омск» — проходит через северо-западную часть города.

Автомобильные дороги регионального значения, проходящие через Заводоуковск:
- автодорога «Заводоуковск — Горюново» (на Упорово) — примыкает с юга.

Междугородное и пригородное автобусное сообщение осуществляется от автовокзала Заводоуковска, находящегося в северо-западной части города, в непосредственной близости от автодороги «Тюмень — Омск». В Заводоуковске останавливаются транзитные междугородние автобусы.
Внутригородской общественный транспорт
В городе существует автобусная маршрутная сеть, включающая в себя 8 маршрутов.
Железнодорожный
Через город проходит транссибирская железная дорога. В центральной его части находится станция «Заводоуковская» (первый поезд прибыл 9 мая 1912 года). К станции примыкает железная дорога «Заводоуковск — Новый Тап».
С 28 мая 2000 года курсирует пригородный поезд «Тюмень — Заводоуковская».
Железная дорога «Заводоуковск — Новый Тап»
Однопутная неэлектрифицированная железная дорога широкой колеи (1520 мм, до 2010 года 1524 мм) «Заводоуковск — Новый Тап», строительство которой было начато в 1936 году, начинается на станции «Заводоуковская» и заканчивается на станции «Сосновка» (недалеко от деревни Сосновка, которая впоследствии утратила статус населённого пункта и вошла в состав Нового Тапа). Расстояние между этими станциями составляет 100 км. Дорога имеет ответвления незначительной протяжённости, например ветка к Заводоуковскому спиртзаводу (разъезд «7 км» — Падун) имеет длину 3,7 км, а ветка к Тумашовскому песчаному карьеру (разъезд «24 км» — карьер) — длину около 1 км.
Железная дорога должна была дойти до Тобольска, но осуществить этот план помешали непроходимые болота. В результате железная дорога была проложена только до Нового Тапа. От Нового Тапа была проложена узкоколейная железная дорога, но не на север к Тобольску, а на северо-восток для вывоза леса. В Тобольск железная дорога была проложена позднее из Тюмени.
После 1992 года железная дорога приходит в упадок: сокращается объём перевозок, отменено движение пассажирского поезда. В 2004 году в связи с закрытием движения по ветке «7 км — Падун» ликвидирован переезд на пересечении с автодорогой Р402 «Тюмень — Омск».
В настоящее время (2015 г.) бо́льшая часть железной дороги разобрана. В 2010 году на первых семи километрах были уложены новые рельсы (до посёлка Комсомольский). В 2011 году реконструирован путь к локомотивному депо в Заводоуковске.
По железной дороге осуществляется грузовое движение от станции «Заводоуковская» до разъезда «7 км».
В постановлении Правительства Тюменской области от 31.12.2008 № 382-п «Об утверждении схемы территориального планирования Тюменской области» указано, что планируется строительство железнодорожной ветки Заводоуковск — Новый Тап для развития потенциальных инвестиционных площадок. Её длина составит 88,1 км вместо 103 км существовавших ранее. Можно предположить, что железная дорога пройдёт прежним маршрутом до 84 км, от которого будет проложена новая ветка (не существовавшая ранее) длиной 3,1 км до Верхне-Укропского песчаного карьера. В этом случае длина железной дороги составит 87,1 км, что наиболее близко к значению, указанному в постановлении (88,1 км). Также следует, что не будут восстанавливаться существовавшие ранее ветки:
- к Падунскому спиртзаводу длиной 3,7 км (от 7 км главного хода дороги);
- к Тумашовскому песчаному карьеру длиной 1,2 км (от 24 км главного хода дороги);
- к Верхне-Каменскому песчаному карьеру длиной 4,7 км (от 54 км главного хода дороги).

###### Трасса
Хотя железной дороге Заводоуковск — Новый Тап принадлежат два пути на станции «Заводоуковская», её началом считается стрелка, от которой отходит путь в локомотивное депо (в западной горловине станции). Раньше в этом месте находилась пассажирская платформа. Длина деповского пути составляет примерно 500 м. Раньше от него отходили подъездной путь к предприятию «Вторчермет» и тупики для разгрузки угля. Подъездной путь к предприятию «Вторчермет» и один из тупиков являлись частью поворотного треугольника.
Примерно на отметке 500 м два главных пути железной дороги сходятся в один. Далее путь проходит по насыпи до переезда (переезд оборудован световой сигнализацией и шлагбаумом) на пересечении с улицей Декабристов, меняя своё направление с северо-западного на северное. За переездом начинается подъездной путь к комбинату строительных материалов (километровый столбик 1 км). Далее дорога меняет своё направление с северного на северо-восточное и проходит под путепроводом трассы Р402. На пятом километре путь пересекает автодорогу «Заводоуковск — Щучье» (нерегулируемый переезд). Далее располагается разъезд «7 км» (посёлок Комсомольский). Раньше от него отходил путь, пересекающий трассу Р402, к спирто-водочному заводу в селе Падун длиной 3,7 км. На разъезде имеется один боковой путь (длиной примерно 400 м) и подъездные пути асфальтобетонного завода. За разъездом на отметке 7,9 км на рельсах установлена бетонная плита, за которой путь заканчивается.
Далее железная дорога проходила в северо-восточном направлении, пересекая реки Крутиху, Коктюль, Каменку, Уварыш, Бочанку, Синьгу, Крутишку, Белую Речку, Юргу, Укроп и населённые пункты посёлок Тумашовский, посёлок Лебедёвка, село Лесное (ранее посёлок Лесной), село Новый Тап (ранее посёлок Новый Тап).
На станции Лесная (село Лесное) имелась небольшая ветка к северу от главного пути длиной около 2 км, которая являлась частью поворотного треугольника. От разъезда № 29 (в 2 км от станции «Сосновка») также отходила небольшая ветка к юго-востоку от главного пути длиной около 3,5 км, которая тоже являлась частью поворотного треугольника.
На станции Сосновка начиналась узкоколейная железная дорога (1952—1992 гг.), проходящая также в северо-восточном направлении, длиной около 95 км до посёлка Комсомольский Вагайского района. За станцией Сосновка железная дорога проходила ещё около 3 километров до реки Тап. Далее через реку Тап (через мост) проходила только узкоколейная железная дорога.

## Общество
Образование и наука
В Заводоуковском городском округе функционирует 19 общеобразовательных организаций и 13 учреждений дошкольного образования. В г. Заводоуковске осуществляет свою деятельность 1 учреждение среднего профессионального образования — отделение Государственного автономного профессионального образовательного учреждения Тюменской области «Агротехнологический колледж».
Учреждений высшего образования в округе нет. 
Спорт
- Комитет по спорту и молодежной политике администрации Заводоуковского городского округа
- «Детско-юношеская спортивная школа» (АУ ДО МОЗГО «ДЮСШ»)
- «Центр развития детей и молодежи» (АУ ДО «ЦРД и М»)
- «Центр физкультурно-оздоровительной работы по месту жительства – Ритм» (АУ «ЦФОР-Ритм»)|  | Этот раздел нужно дополнить. Пожалуйста, улучшите и дополните раздел. (31 января 2017) |

Здравоохранение
- Заводоуковская областная больница № 12
- Заводоуковский туберкулёзный санаторий (в годы Великой Отечественной войны на территории санатория располагался военный госпиталь № 3519)

## Связь
Услуги мобильной связи предоставляют четыре оператора: МТС, МегаФон, БиЛайн, T2.

## СМИ
Телевидение
- федеральные телеканалы:
  - Первый канал
  - Россия 1 / ГТРК Регион-Тюмень
  - ТВ Центр
  - НТВ
  - Россия К
- областные телеканалы:
  - «Тюменское Время»
- районные телеканалы:
  - Заводоуковское время

Радиостанции
| Частота вещания | Название радиостанции                 |
| --------------- | ------------------------------------- |
| 88,1 FM         | «Love Radio»                          |
| 101,0 FM        | «Радио Шансон»                        |
| 101,9 FM        | «Жара FM»                             |
| 103,3 FM        | «Радио Вера»                          |
| 104,1 FM        | «Радио 7 (Тюмень)»                    |
| 104,8 FM        | «Русское радио»                       |
| 105,3 FM        | «Авторадио»                           |
| 106,4 FM        | «Радио России» / «ГТРК Регион-Тюмень» |

Пресса
- областные газеты:
  - «Тюменская область сегодня»
  - «АиФ в Западной Сибири»
- районные газеты:
  - «Заводоуковские вести»

## Промышленность
- Заводоуковский машиностроительный завод;
- Заводоуковский мясокомбинат «ПурагроУк»;
- ООО «Термопласт» — не действует;
- ЗАО «Заводоуковскагрострой» — не действует;
- Завод «ARANEO», производство овощной сетки из полиэтилена.

## Достопримечательности
Минеральный источник

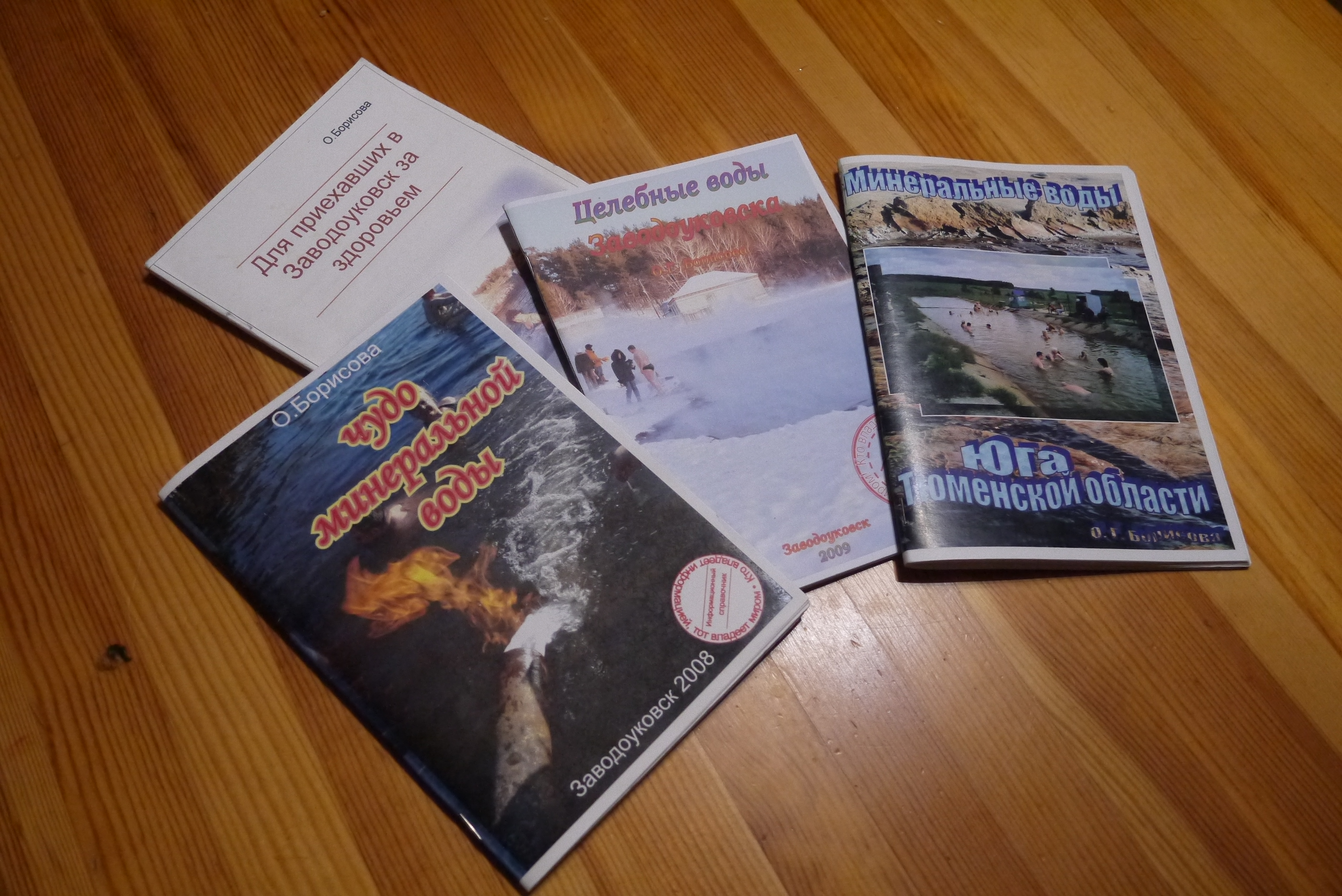
Книги о Заводоуковской минеральной воде

В апреле 1955 года при испытании скважины 1-Р, пробурённой бригадой мастера И. В. Коденко, с глубины 1300 метров ударил мощный поток горячей воды. Анализ показал, что «гейзерный фонтан» — это типичный минеральный источник, который не имеет никаких фракций нефти и газа и поэтому бесперспективную скважину законсервировали.

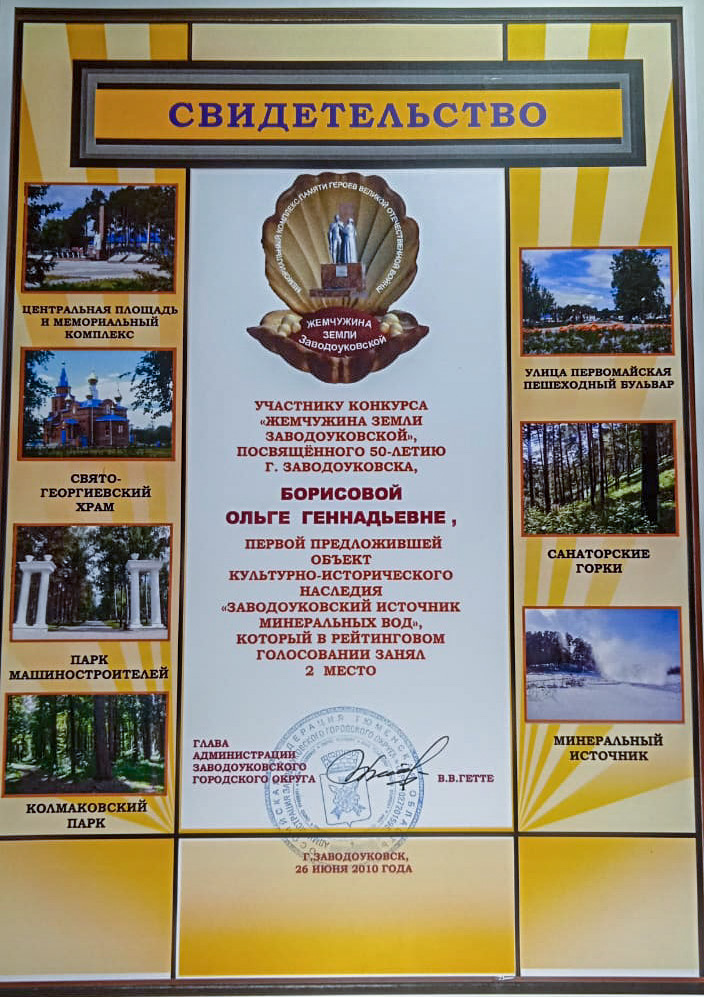
Свидетельство о присвоении минеральному источнику звания «Жемчужины земли Заводоуковской»

Однако это открытие вызвало повышенный интерес учёного совета Уральского института курортнологии и физиотерапии. После тщательного изучения химического состава «гейзерного фонтана» учёный совет выдал заключение о целесообразности использования заводоуковской минеральной воды в лечебных целях. По физико-химическим показателям вода отнесена к йодобромным хлоридно-натриевым жидкостям. Тюменский областной отдел здравоохранения согласился с таким заключением и в 1957 году разрешил её использование.
На базе минерального источника была создана Заводоуковская больница восстановительного лечения (водолечебница).
Минеральный источник пользовался большой популярностью: его посещали жители многих городов страны. Набрать минеральную воду можно было из специального крана, а искупаться можно было в так называемой «яме», в которую сбрасывались излишки минеральной воды. От автодороги Р402 «Тюмень — Омск» к минеральному источнику была проложена асфальтированная дорога, которая существует и по сей день.
9 октября 2009 года водолечебница была закрыта в связи с аварийным состоянием скважины. По распоряжению правительства области от 5 апреля 2010 года департаменту недропользования и экологии выделены 7 млн рублей на ремонт скважины. После проведения торгов был определён подрядчик. В ноябре 2010 года подрядчик, не выполнив условий контракта, прекратил ремонт скважины.
В 2010 г. по предложению Ольги Борисовой минеральный источник был удостоен звания Жемчужины земли Заводоуковской.
Восстановить эксплуатацию скважины 1-Р без ущерба для окружающей среды не удалось, и в декабре 2014 года она была ликвидирована (затампонирована). Средства на ликвидацию аварийной скважины были выделены из бюджета Тюменской области.
В сентябре 2015 года открылся санаторий «Ингала», расположенный недалеко от минерального источника (созданный на базе профилактория «Нива»), также использующий минеральную воду, но уже из другой скважины.
Особо охраняемые природные территории
Региональные памятники природы:
- Колмаковский парк (6 га) — искусственный парк, созданный купцом Кирьяком Степановичем Колмаковым. Известен с 1885 года. С 2008 года памятник природы регионального значения.
- «Падунский» (535 га) — находится между Заводоуковском и Падуном. Учреждён постановлением правительства Тюменской области от 28.05.2012. № 200-п.

Объекты культурного наследия
- Свято-Георгиевский храм (Совхозная улица, 198)

В 2010 г. по аналогии с конкурсом Семь чудес России в городе проводился конкурс "Жемчужины земли Заводоуковской". По результатам конкурса звания "Жемчужина земли Заводоуковской" были удостоены: 
- Центральная площадь с мемориалом героям Великой Отечественной войны
- Минеральный источник
- Колмаковский парк
- Свято-Георгиевский храм
- Парк машиностроителей
- Санаторские горки
- Улица Первомайская с пешеходным бульваром

Памятники
- Памятник братьям Перевозкиным (улица Братьев Перевозкиных)
- Памятник воинам участникам Великой Отечественной войны 1941—1945 годов, скончавшимся от тяжёлых ран в военном госпитале № 3519 (городское кладбище)
- Памятник воинам-интернационалистам (сквер воинов-интернационалистов, Элеваторный переулок)
- Памятник заводоуковскому труженику села (Первомайская улица)
- Памятник Ленину (Совхозная улица)
- Памятник Ленину и Горькому (территория школы № 1)
- Памятник павшим в борьбе за Советскую власть в 1919 году. (улица Свободы)
- Памятник павшим в годы Великой Отечественной войны (Вокзальная улица)
- Памятник павшим в годы Гражданской войны (Братская улица) — демонтирован в 2014 году

Прочие
- Центр зимних видов спорта «Сосновый бор» (Братская улица, 8)

## Заводоуковск в художественной литературе
Заводоуковск упоминается:
- в книге Александры Марининой «Замена объекта»
- в романе Леонида Габышева «Одлян, или Воздух свободы»
- в повести Владислава Крапивина «Трофейная банка, разбитая на дуэли»

## Фотографии

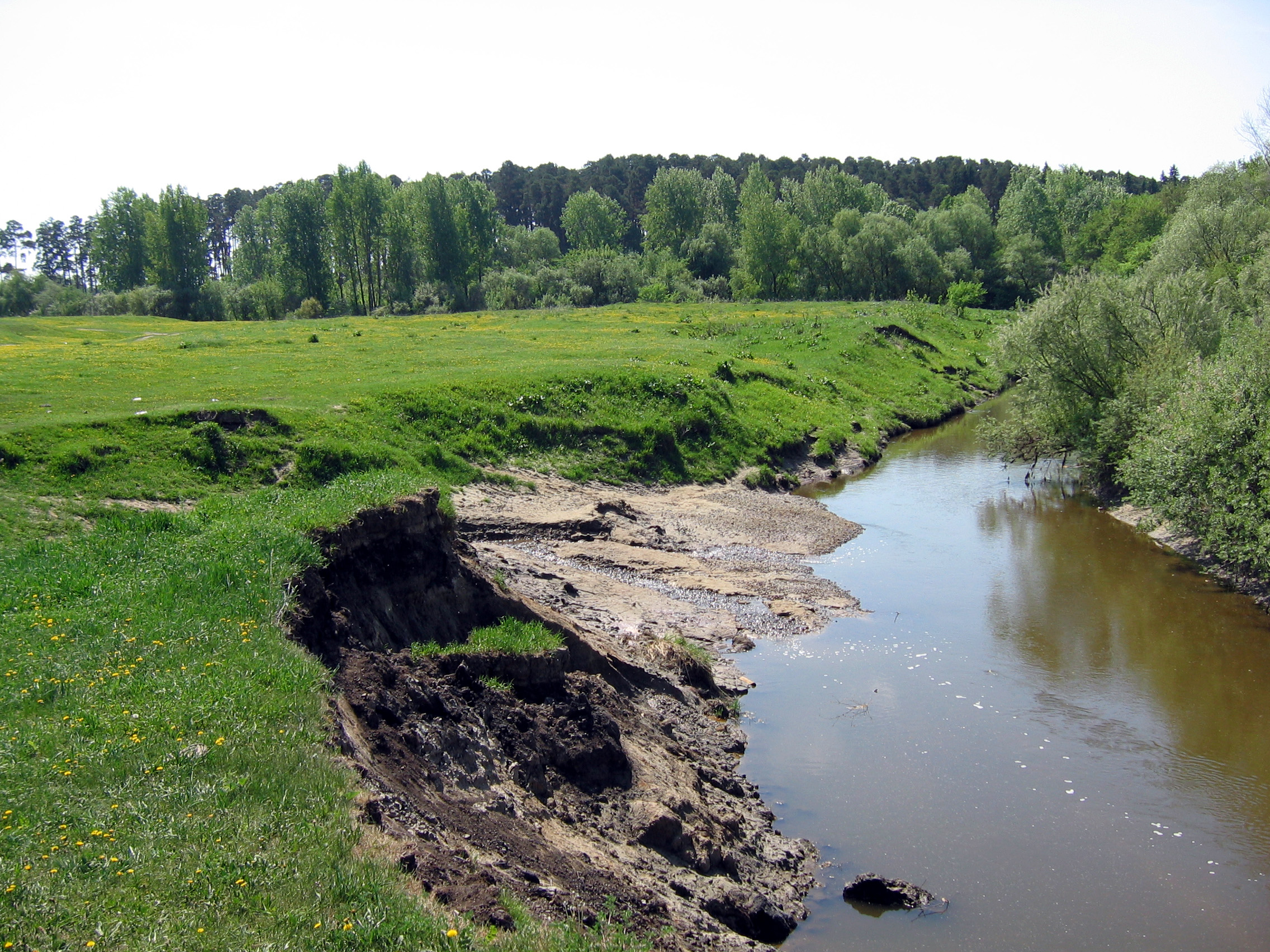
Река Ук (вдали виден Колмаковский парк)Церковь "Живое Слово"
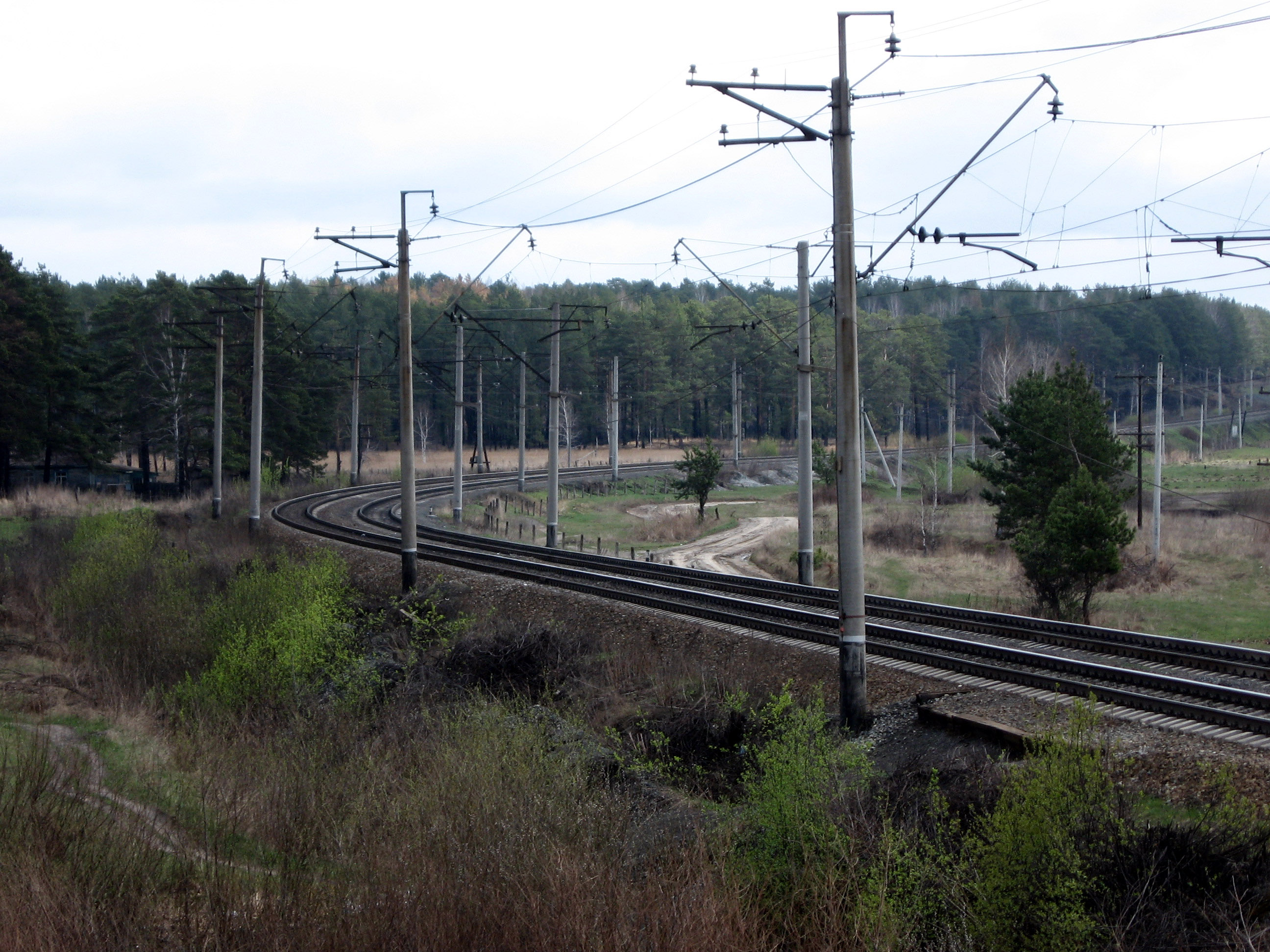
Транссибирская магистраль в Заводоуковске (2237 км)
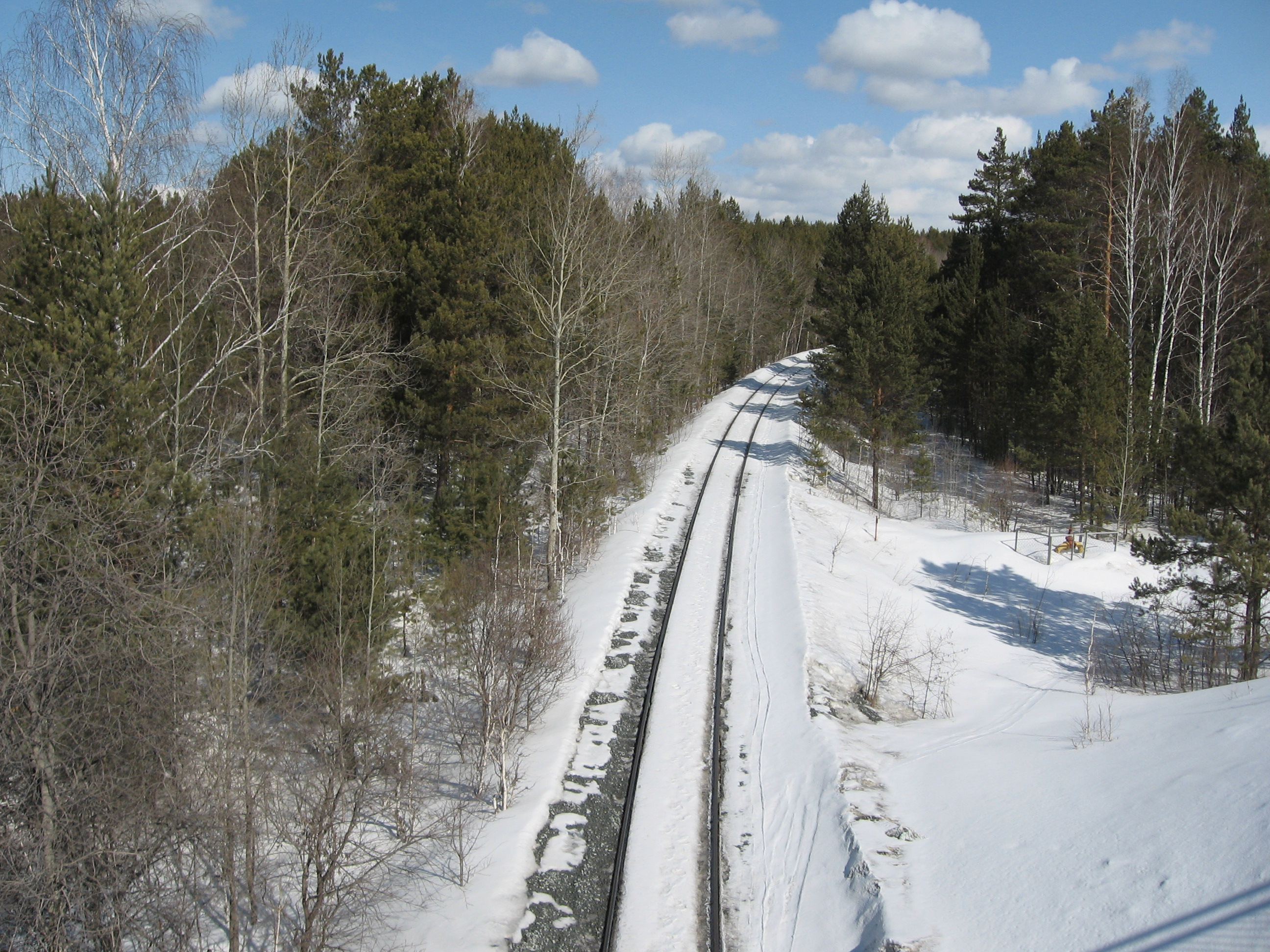
Железная дорога «Заводоуковск - Новый Тап» (2 км)
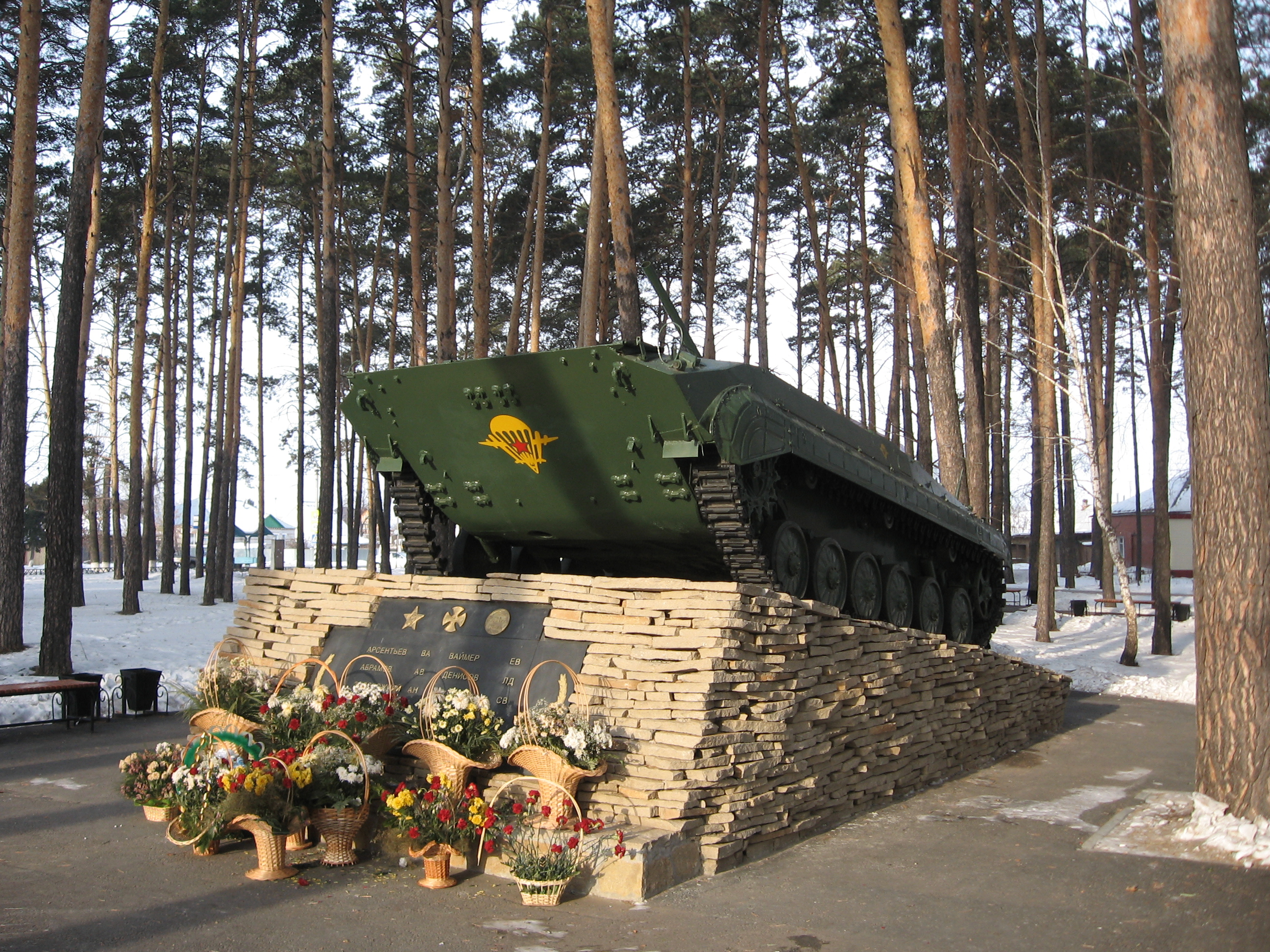
Сквер воинов-интернационалистов
Свято-Георгиевский храм
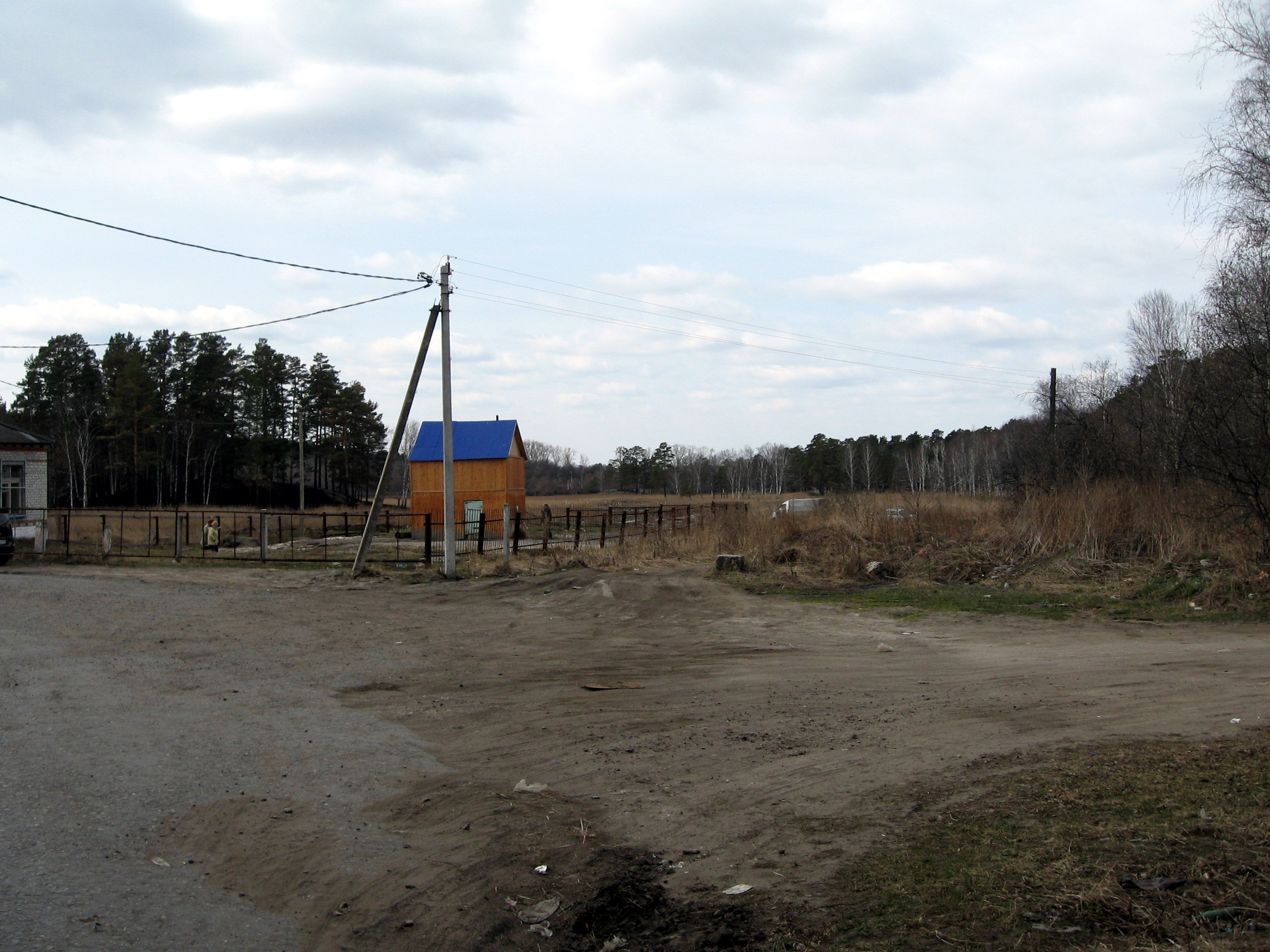
Минеральный источник
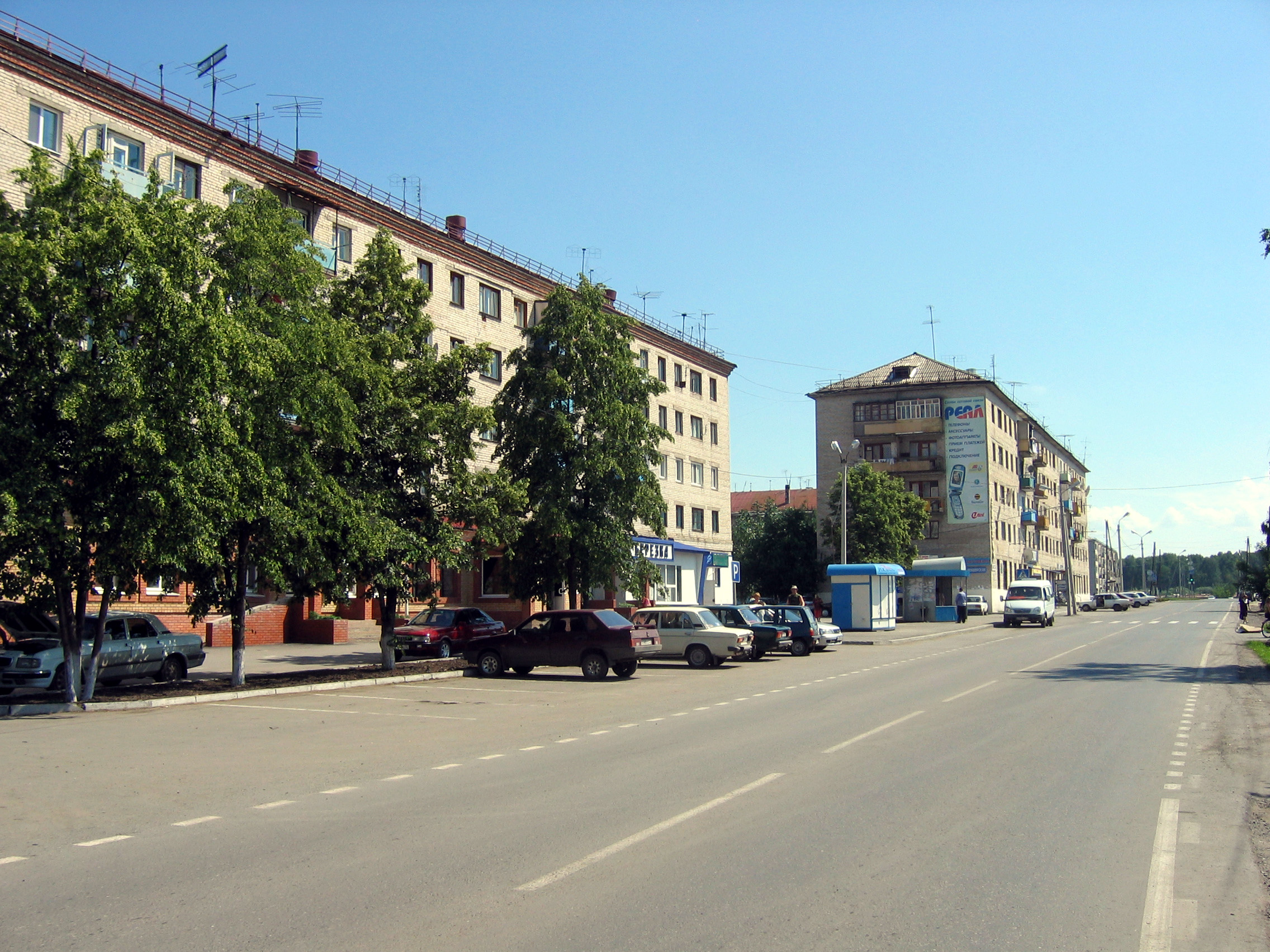
Район Сельмаш